# Esparsetten-Tragant
Der Esparsetten-Tragant (Astragalus onobrychis), auch Fahnen-Tragant oder Langfahnen-Tragant, ist eine Pflanzenart aus der Gattung Tragant (Astragalus) innerhalb der Familie der Hülsenfrüchtler (Fabaceae).

## Beschreibung

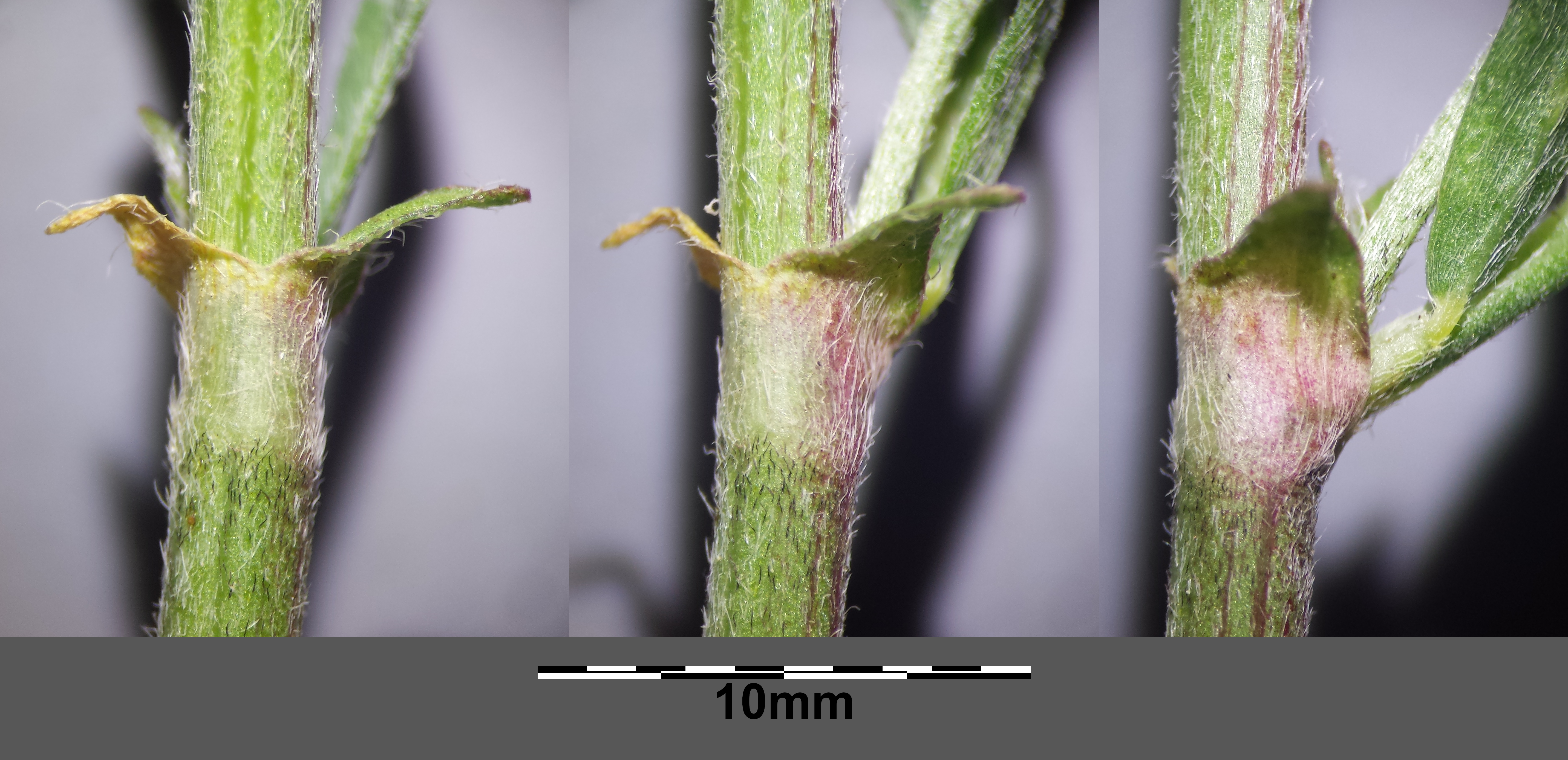
Stängel mit Nebenblättern

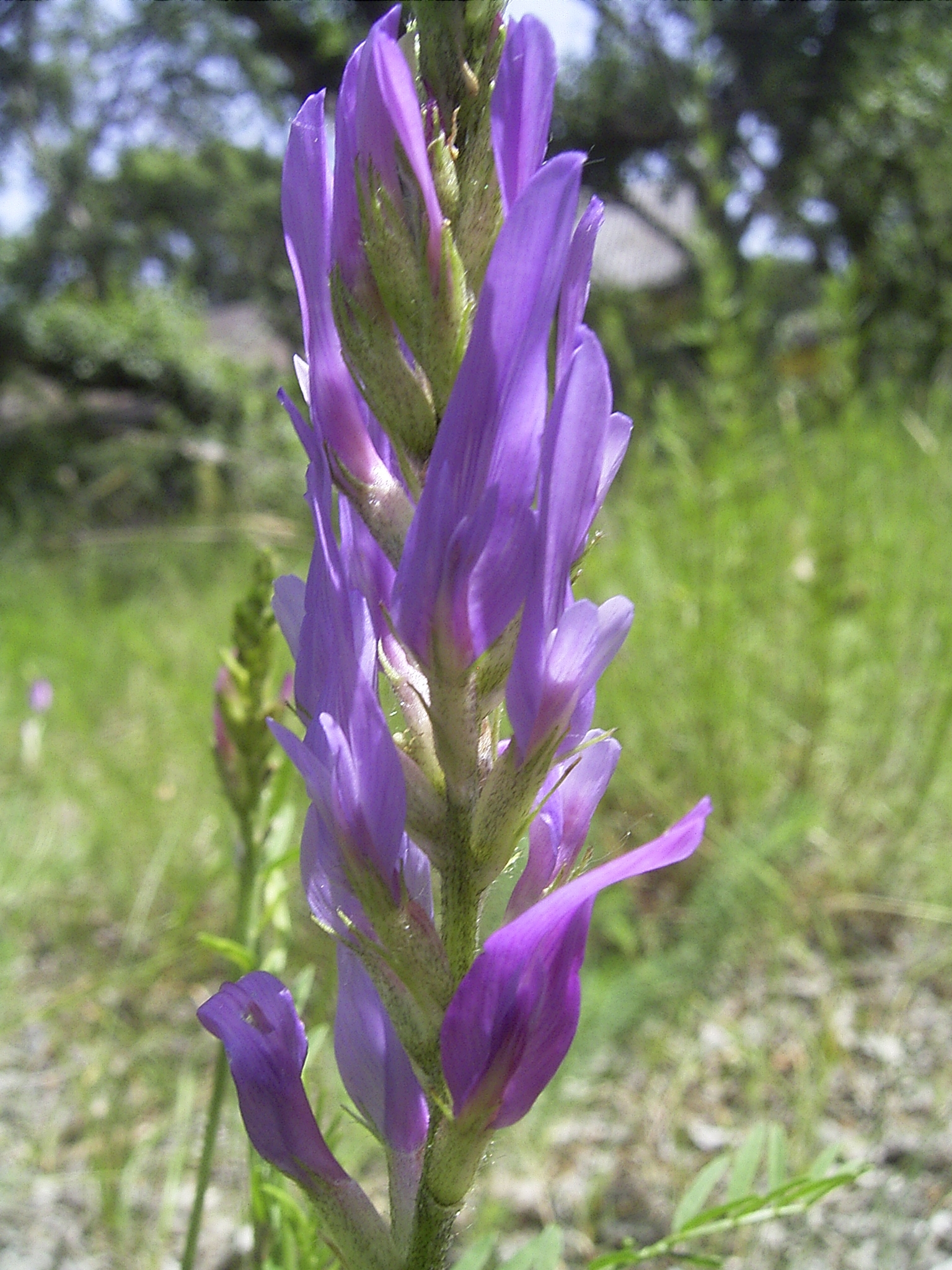
Blütenstand

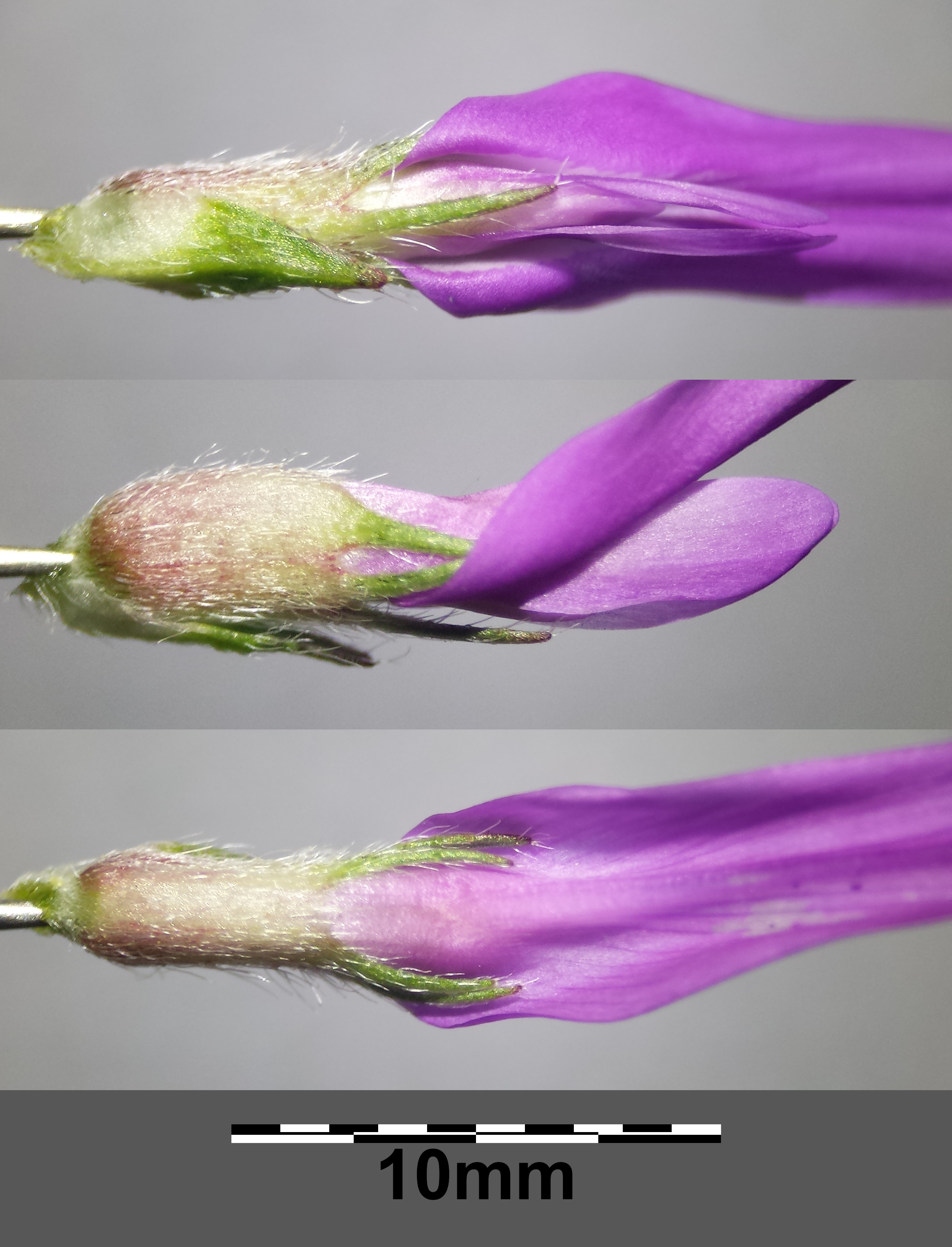
Zygomorphe Blüte; gut zu erkennen sind Blütenkelch und -krone

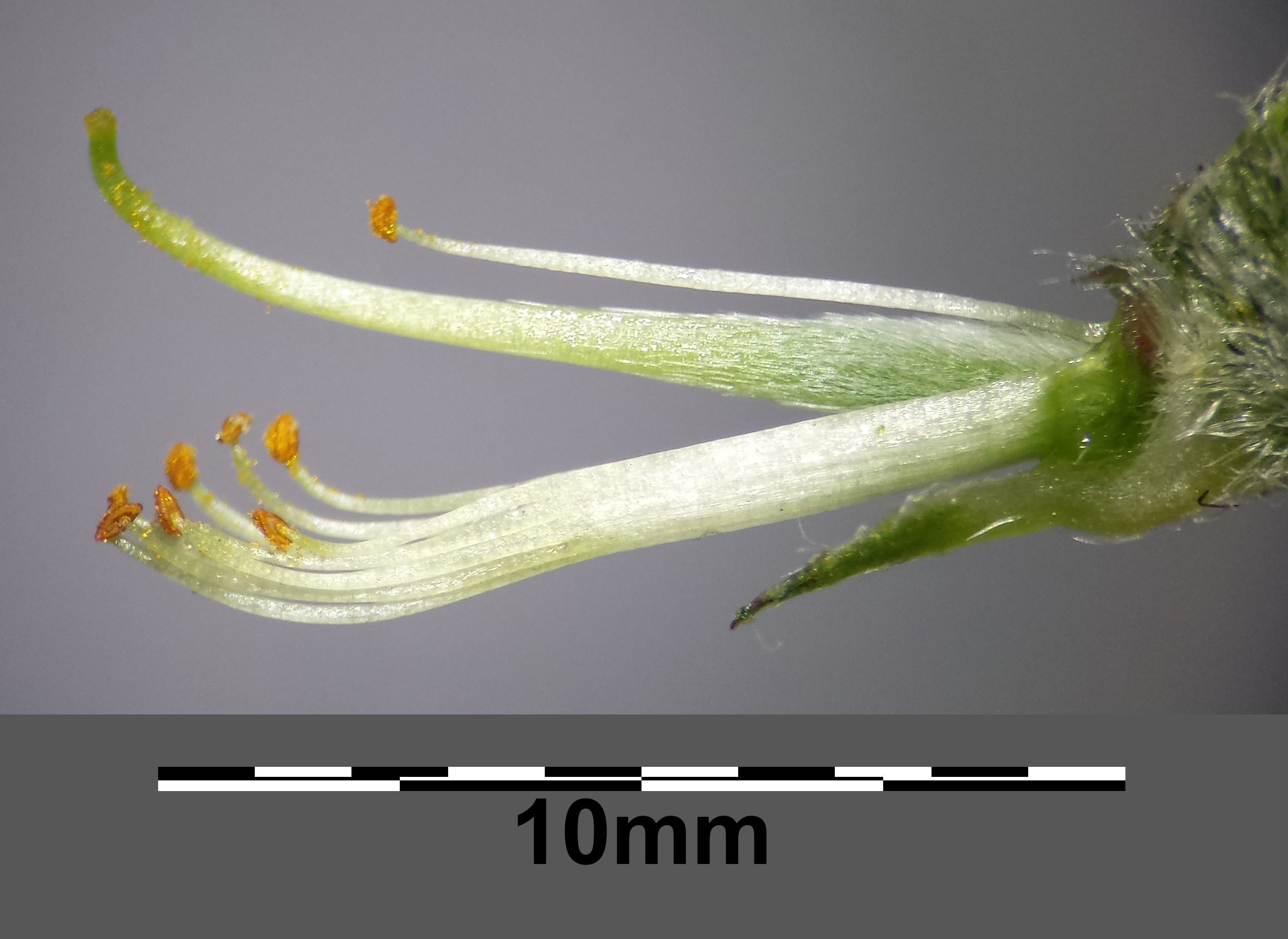
Blüte, bei der die Blütenkrone entfernt wurde, damit die männlichen und weiblichen Blütenorgane zu erkennen sind

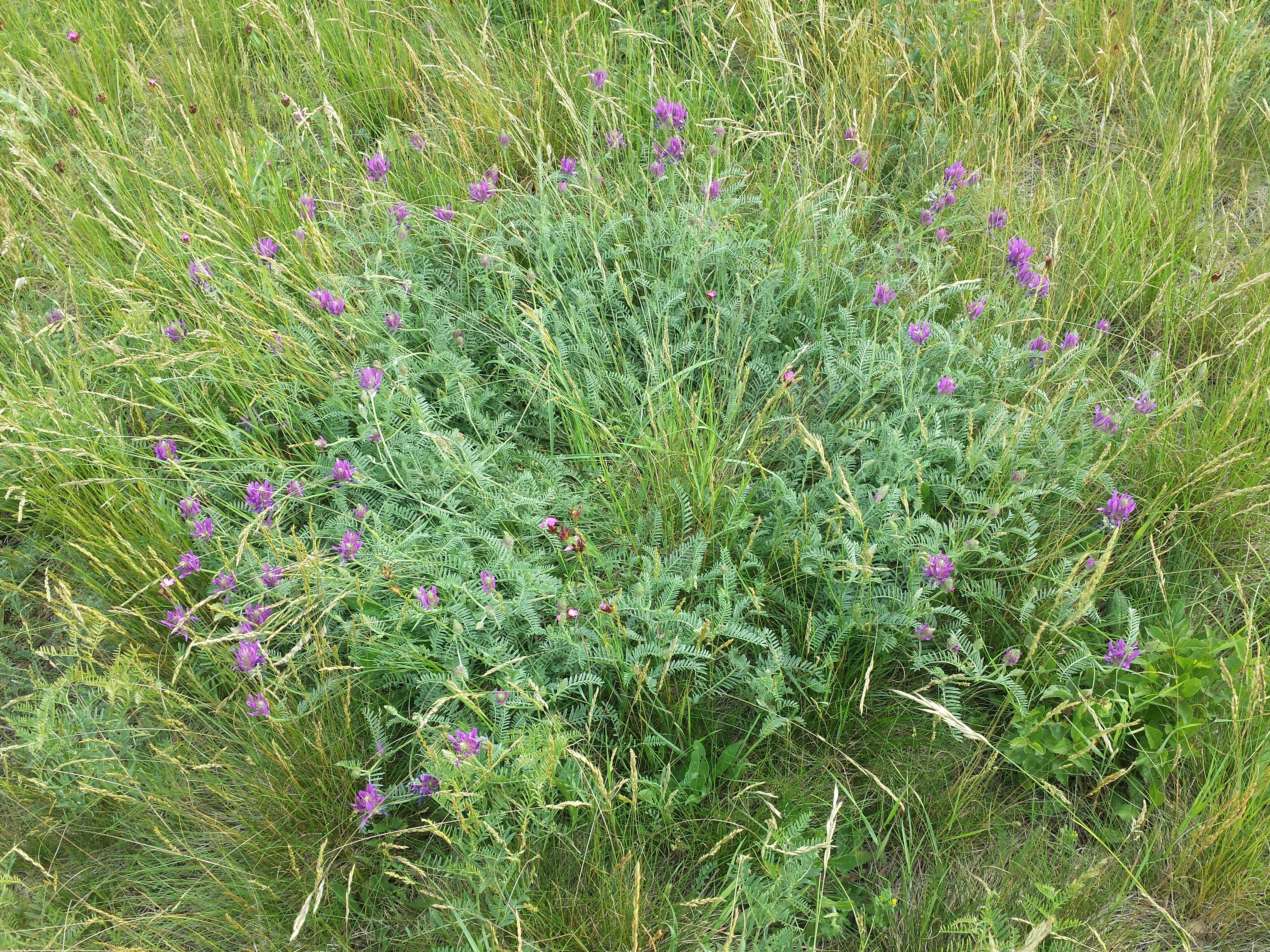
Habitus, Laubblätter und Blütenstände

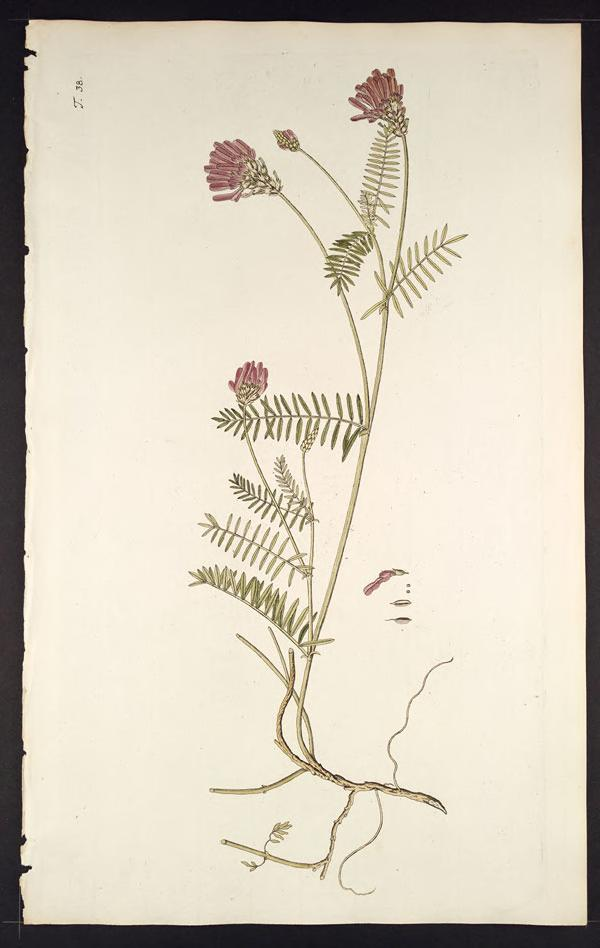
Illustration aus Florae Austriacae, sive, Plantarum selectarum in Austriae archiducatu, Tafel 38

### Vegetative Merkmale
Der Esparsetten-Tragant ist eine ausdauernde krautige Pflanze und erreicht Wuchshöhen von 10 bis 30, selten bis 60 Zentimetern. Der Esparsetten-Tragant besitzt eine tiefreichende Pfahlwurzel. Der niederliegende bis aufsteigende Stängel kann an seiner Basis verholzen und ist beblättert. Der Esparsetten-Tragant bildet keine Blattrosette aus. Stängel und Laubblätter sind angedrückt mit zweiarmigen Trichomen, sogenannten Kompassnadelhaaren behaart.
Die wechselständig angeordneten Laubblätter sind in Blattstiel und -spreite gegliedert und sind insgesamt 3 bis 10 Zentimeter lang. Die unpaarig gefiederte Blattspreite besitzt 8 bis 12, selten bis zu 16 Paare von Fiederblättchen. Die Fiederblättchen sind bei einer Länge von 4 bis 15 Millimetern sowie einer Breite von 1 bis 3, selten bis zu 5 Millimetern elliptisch bis lanzettlich oder elliptisch-lanzettlich mit spitzem oder fast stumpfem oberen Ende und beiderseits anliegend grau behaart. Die 1,5 bis 12 Millimeter langen Nebenblätter sind fast vollständig miteinander verwachsen.

### Generative Merkmale
Die Blütezeit reicht in Österreich Juni bis Juli, selten bis September; in der Schweiz reicht die Blütezeit von Mai bis Juli. Der Blütenstandsschaft ist gleich bis dreifach so lang wie das darunterliegende Blatt. Der traubige Blütenstand ist zunächst eiförmig und verlängert sich später, bis er länglich ist, und enthält 10 bis 20, selten bis zu 30 Blüten. Das Tragblatt ist bei einer Länge von 2 bis 4 Millimetern lanzettlich.
Die zwittrige Blüte ist zygomorph und fünfzählig mit doppelter Blütenhülle. Die fünf 6 bis 8 Millimeter langen Kelchblätter sind auf ein Viertel bis drei Viertel ihrer Länge verwachsen und die fünf Kelchzähne sind linealisch bis lanzettlich. Die meist hell bis leuchtend purpur- bis violettpurpurfarbene, selten weiße oder gelbliche Krone ist 18 bis 24 Millimeter lang und besitzt die typische Form einer Schmetterlingsblüte. Die relativ schmale Fahne ist bei einer Länge von 15 bis 30 Millimetern annähernd linealisch mit linealisch-länglicher Platte. Die Fahne ist um 6 bis 10 Millimeter länger als die Flügel. Die Flügel sind schwach ausgerandet. Die Flügel sind etwa 1 Millimeter länger als das stumpfe Schiffchen. Da sitzende einzige, oberständige Fruchtblatt ist wenig gedunsen und weiß behaart.
Die sitzende Hülsenfrucht bei einer Länge von 7 bis 15 Millimetern eiförmig-lanzettlich bis länglich oder schmal-eiförmig, kaum aufgeblasen und abgeflacht mit spitzem oberen Ende und dicht angedrückt weiß behaart, sie ist deutlich geschnäbelt und enthält viele Samen. Die Samen sind eckig und olivgrün.

### Chromosomensatz
Die Chromosomengrundzahl beträgt x = 8; es liegen unterschiedliche Ploidiegrade von mit Chromosomenzahlen von 2n = 16, 32, 64 oder 72 vor.

## Ökologie
Beim Esparsetten-Tragant handelt es sich um einen mesomorphen bis skleromorphen Hemikryptophyten. Er ist ein Tiefwurzler.
Blütenökologisch handelt es sich um Schmetterlingsblumen vom Fabaceentyp mit Klappeinrichtung. Esparsetten-Tragant ist homogam, die männlichen und weiblichen Blütenorgane sind gleichzeitig fertil. Die Bestäubung erfolgt durch Insekten. Als Belohnung für die Bestäuber ist Nektar vorhanden. Bestäuber sind Hymenopteren, es sind Bienen- und Hummel-Arten.
Diasporen sind die Same. Die Diasporen werden durch Endochorie und Epichorie ausgebreitet.

## Vorkommen
Astragalus onobrychis ist von Europa über Westasien, den Kaukasusraum und Zentralasien bis Sibirien und Nordafrika weitverbreitet. Es gibt Fundortangaben für Algerien, Gibraltar, Spanien, Andorra, Südfrankreich, Monaco, Norditalien, die Schweiz,  Liechtenstein, Österreich, Polen, die ehemalige Tschechoslowakei, das ehemalige Jugoslawien, Albanien, Bulgarien, Rumänien, Griechenland, die Türkei, Ungarn, den europäischen Teil Russlands, Moldawien, die Ukraine, die Krim, Checheno-Inguschetien, Dagestan, Kabardino-Balkarien, Karatschai-Tscherkessien, Nordossetien, Krasnodar, Stavropol, Region Altai, Republik Altai, Chelyabinsk, Oblast Kurgan, Novosibirsk, Omsk, Oblast Swerdlowsk, Tyumen, Kasachstan und die westliche Mongolei. Astragalus onobrychis ist ein submeridional-subtemperate Florenelement. Die Kontinentalität wird als c3-8 (bei einer Skala bis 10) angegeben.
In Deutschland war der Esparsetten-Tragant ein Neophyt. Er kam in Mittel- und Nordwest-Bayern vor, ist aber ausgestorben. Seine Wuchsorte waren die Winzerer Höhen bei Regensburg und Schwarzöhr bei Plattling. Es sind in Bayern mehr Fundorte angegeben worden, doch wird bei einigen an der Glaubwürdigkeit gezweifelt.
In Österreich kommt der Esparsetten-Tragant im Burgenland, in Wien, Niederösterreich, im südwestlichen Kärnten und in Nordtirol vor (besonders im Ober-Inntal), in Oberösterreich und Steiermark nur unbeständig, in Osttirol ist er ausgestorben. Im pannonischen Gebiet ist er häufig bis zerstreut, im Rest des Landes selten. In Südtirol ist er im Etsch- und Eisacktal häufig bis zerstreut.
In der Schweiz kommt der Esparsetten-Tragant im Kanton Wallis und im Unterengadin vor. Im Unterengadin steigt er in Höhenlagen bis 1400 Metern, im Wallis bis etwa 1900 Metern auf.
Die ökologischen Zeigerwerte nach Landolt et al. 2010 sind in der Schweiz: Feuchtezahl F = 1 (sehr trocken), Lichtzahl L = 4 (hell), Reaktionszahl R = 5 (basisch), Temperaturzahl T = 4 (kollin), Nährstoffzahl N = 2 (nährstoffarm), Kontinentalitätszahl K = 5 (kontinental).
Astragalus onobrychis ist in Mitteleuropa eine Charakterart der Ordnung der Festucetalia valesiacae.

## Taxonomie
Die Erstveröffentlichung von Astragalus onobrychis erfolgte 1753 durch Carl von Linné in Species Plantarum, Tomus II, S. 760. Ein Homonym ist Astragalus onobrychis Poll. Das Artepitheton onobrychis bezieht sich auf das griechische Wort „Onóbrychis“ = „Eselsfraß“, womit im Altertum irgendeine Leguminose bezeichnet wurde. Linné hatte das Artepitheton aus Caspar Bauhins Pinax übernommen. Synonyme für Astragalus onobrychis L. sind: Tragacantha onobrychis (L.) Kuntze, Astragalus arenarius var. multijugus Rochel, Astragalus chlorocarpus Griseb., Astragalus dacicus Heuff., Astragalus linearifolius Pers., Astragalus pancicii Heuff., Astragalus psedonobrychis Andrz., Astragalus rochelianus Heuff., Astragalus skorpilii Velen., Astragalus sofianus Velen., Astragalus trichocarpus Scheele, Astragalus troizkii Grossh., Astragalus varnensis Davidov, Astragalus onobrychis var. albiflorus Schur, Astragalus onobrychis var. alpinus DC., Astragalus onobrychis var. banaticus Rochel, Astragalus onobrychis var. brevifoliatus Grecescu, Astragalus onobrychis var. chlorocapus (Griseb.) Boiss., Astragalus onobrychis var. linearifolius (Pers.) Ledeb., Astragalus onobrychis var. multijugus (Rochel) Hayek, Astragalus onobrychis var. rigidus Schur, Astragalus onobrychis var. rochelianus (Heuff.) Beck, Astragalus onobrychis var. skorpili (Velen.) Vulev, Astragalus onobrychis var. sofianus (Velen.) Stoj. & Stef., Astragalus onobrychis var. stenophyllus Schur, Astragalus onobrychis var. varnensis (Davidov) Stoj. & Stef., Astragalus onobrychis var. wagneri Jáv.

## Belege